# Federația națională a femeilor din China
Federația națională a femeilor din China (chineză: 中华全国妇女联合会) a fost înființată pe 3 aprilie 1949. Este o organizație de masă care unește femeile din China care aparțin tuturor grupurilor etnice și din toate domeniile vieții, cu scopul de continuă dezvoltare. Este construită pe ruinele a două foste organizații, mai precis: Federația Femeilor Democratice din China (1949-1957) și Federația Femeilor din Republica Populară Chineză (1957-1978). Misiunea acestei organizații este reprezentarea și susținerea drepturilor și intereselor femeilor și promovarea egalității între femei și bărbați. Federația a susținut schimbări de politici în numele femeilor și, de asemenea, a jucat un rol important în ameliorarea problemelor femeilor la nivel local. Printre sarcinile sale actuale se numără promovarea și creșterea ratei de alfabetizare, a competențelor tehnice, a oportunităților de angajare, dar și asigurarea bunăstării familiei, reducerea sărăciei și participarea politică a femeilor.

## Structura administrativă
Structura administrativă a federației este paralelă cu cea a diviziunilor administrative politice ale Republicii Populare Chineze, având niveluri naționale, provinciale, prefectale, județene, orășenești și localități. Organul cel mai înalt de putere este Congresul Național al Femeilor și Comitetul Executiv care este ales de Congres. Congresul Național al Femeilor este convocat o dată la cinci ani. Fiecare nivel al acestuia se află sub supravegherea directă a comitetului Partidului Comunist Chinez (PCC). Federația joacă astfel un rol dublu de transmitere și implementare a politicii de stat, împreună cu reprezentarea intereselor femeilor în stat și societate.

## Evoluție
Federația națională a femeilor din China a fost inițial creată ca o organizație care să sprijine Partidul Comunist Chinez. Femeile au fost mobilizate ca o forță pentru a promova obiectivele partidului și, de asemenea, pentru a continua interesele și drepturile femeilor. În timp ce ambele obiective au fost văzute ca fiind complementare, misiunea partidului a avut prioritate față de problemele femeilor. Evoluțiile din epoca post-Mao, împreună cu reformele economice din anii 1980, totuși, au dus la multe transformări. Acestea includ apariția altor organizații ale femeilor, formarea studiilor feministe ca disciplină și introducerea în Republica Populară Chineză a problemelor legate de feminismul global. Atunci când China a fost aleasă pentru a găzdui cea de-a patra Conferință Mondială a Națiunilor Unite privind femeile din anul 1995, treizeci de organizații de femei din China, printre care și Federația Femeilor din China, au participat la pregătirea Forumului ONG-urilor. Acest lucru le-a oferit ocazia, de la începutul anilor 1990, de a se alătura unei serii de conferințe influente ale ONU și forumurilor ONG-urilor, introducând astfel și dezvoltând atât conceptul, cât și mecanismul organizațiilor non-guvernamentale din China. În efortul de a dobândi legitimitate globală ca organism care reprezintă drepturile femeilor și de a obține recunoașterea și finanțarea internațională, federația a început să se refere la ea însăși ca o organizație neguvernamentală (ONG) în 1995. Cu toate acestea, adoptarea statutului de ONG a fost larg contestată și dezbătută, având în vedere relația sa strânsă cu statul.

## Obiective
Conform site-ului web care transmite informații, dar și evenimente în care organizația este implicată, Federația națională a femeilor din China are mai multe obiective: să unească și să mobilizeze femeile pentru a promova reforma, deschiderea și progresele economice, politice, culturale, sociale și ecologice ale Chinei și să joace un rol pozitiv în marea practică a socialismului cu caracteristici chinezești.
Un alt scop este acela de a reprezenta femeile în procesul democratic de luare a deciziilor, administrarea și supravegherea afacerilor statale și sociale, participarea la elaborarea legilor, regulamentelor și regulilor relevante și a politicilor, participarea femeilor la managementul social și la serviciile publice și promovarea implementării legilor și politicilor care protejează drepturile și interesele femeilor, dar și programul național pentru dezvoltarea femeilor și a copiilor. Pentru a proteja drepturile și interesele legitime ale femeilor și copiilor, printre altele, se dorește ca vocea lor să fie auzită, făcând recomandări adecvate organelor de stat la toate nivelurile, cerând și ajutând departamentele și instituțiile guvernamentale interesate să investigheze și să se ocupe de orice act care dăunează drepturilor și intereselor femeilor și copiilor.
Se dorește, de asemnea, respectarea valorilor socialiste de bază, dezvoltarea respectului de sine, încrederea în sine, auto-îmbunătățirea și sporirea calității cuprinzătoare pentru a realiza o dezvoltare generală. Organizația susține conceptul marxist asupra femeilor, promovarea implementării politicii de bază a statului de egalitate între femei și bărbați și crearea un mediu social favorabil pentru dezvoltarea generală a femeilor. Se dorește stabilirea unor exemple și onorarea sau premierea femeilor pentru realizările lor remarcabile, dar și cultivarea femeilor talentate. Federația își propune să se îngrijească de condițiile de muncă și de viață ale femeilor, să extindă canalele de servicii, să construiască centre de servicii, să dezvolte servicii și facilități publice, să extindă contingentul voluntarilor femei și să promoveze construcția caselor pentru femei. Pentru a consolida contactele cu alte organizații sociale ale femeilor, precum și cu toate sectoarele societății, federația mobilizează și coordonează toate forțele sociale pentru a oferi servicii femeilor, copiilor și familiilor.
Federația națională a femeilor din China vrea să consolideze solidaritatea femeilor din toate grupurile etnice și din toate domeniile vieții: consolidarea legăturilor cu femeile și organizațiile de femei din Regiunea Administrativă Specială din Hong Kong (HKSAR), Regiunea Administrativă Specială Macao (MCSAR) și Taiwan, precum și cu femeile din China de peste mări și promovarea reunificării pașnice a patriei. Mai presus de atât, se doresc schimburi de prietenii cu organizațiile de femei și femei din întreaga lume, sporirea prieteniei, promovarea și menținerea păcii mondiale.

## Liderii Federației naționale a femeilor din China
Cai Chang a fost președinte al Federației Femeilor din China între 1949 și 1957. În 1949, Cai a prezidat primul Congres Național al Femeilor din China și a fost aleasă președintele Federației Femeilor Democratice din China, care a fost transformată în Federația femeilor din China în 1957. În acel an a participat la prima Conferință Politică Consultativă a Poporului Chinez și a fost aleasă în funcția de comisar al guvernului central al Chinei. Între anii 1953 și 1957, ea a fost realesă în funcția de președinte al federației, iar în 1978, ea a fost aleasă președinte de onoare al Federației femeilor din China. Ea a fost, de asemenea, membră a Comitetului Central al Partidului Comunist timp de patru perioade consecutive, de la al optulea la cel de-al unsprezeceleaa, membră a Comitetului permanent al Congresului Poporului Național de la primul la al treilea și președinte al Congresului Național al Poporului de la al patrulea la al cincilea.
În prezent, federația este condusă de Shen Yueyue. Shen Yueyue a fost aleasă președinte al Federației femeilor din China la cea de-a șasea sesiune a celei de-a 10-a reuniuni a Comitetului Executiv de la Beijing din 7 mai 2013. Shen Yueyue a deținut funcția de vicepreședinte al Comitetului permanent al celui de-al 12-lea Congres Național al Poporului, iar în 2013 urma să o înlocuiască pe Chen Zhili. La acea întâlnire, Shen Yueyue a felicitat contribuția lui Chen în cadrul federației. Ea a cerut, de asemenea, diferitelor organizații partenere federației și oficialiilor acestora să servească femeile țării din toată inima, sprijinind această federație la construirea unei societăți prospere. Vicepreședintele chinez Li Yuanchao, care a participat, de asemenea, la întâlnire, a solicitat federației să se concentreze asupra muncii la nivel local și să depună eforturi concrete pentru a proteja drepturile și interesele femeilor. Vicepreședintele și primul membru al secretariatului federației, Song Xiuyan, care a prezidat ședința, a declarat la al 11-lea Congres Național al Femeilor că diferitele organizații și funcționari ai federației ar trebui să ducă la îndeplinire tradițiile pe care Chen le-a stabilit și le-a promovat în lupta de aplicare a politicii de egalitate între femei și bărbați. 
Vicepreședintele federației este Song Xiuyan care a fost aleasă și prim-membru al Secretariatului Federației Femeilor din China în anul 2010.  

## Legături externe
- Site web oficial
- English website